# كيم يو ري
كيم يو ري (بالكورية: 김유리)‏ هي ممثلة كورية جنوبية. ولدت يوم 29 أغسطس 1984 في بوسان في كوريا الجنوبية.

## روابط خارجية
- كيم يو ري على موقع IMDb (الإنجليزية)
- كيم يو ري على موقع قاعدة بيانات الفيلم (الإنجليزية)
- كيم يو ري على موقع كينوبويسك (الروسية)